# أحداث الحرس الجمهوري
في فجر يوم 8 يوليو 2013 اندلعت اشتباكات في محيط دار الحرس الجمهوري المصري بين محتجين يريدون عودة الرئيس السابق محمد مرسي والقوات التي تقوم بحماية المنشأة العسكرية. أدى ذلك لمقتل 61 شخصًا وفقًا لتقرير أخير لمصلحة الطب الشرعي، وأصيب أكثر من 435 آخرين. أثارت هذه الأحداث ردود فعل منددة من التيارات الإسلامية كافة، كما أدانتها القوى السياسية الأخرى؛ أعلن حزب النور إنهاء مشاركته في ما عُرف بخارطة الطريق، وكذلك رئيس حزب مصر القوية عبد المنعم أبو الفتوح الذي شارك في نقاشات خارطة الطريق، طالب الرئيس المؤقت عدلي منصور بالاستقالة على خلفية هذه الأحداث. تبع هذه المقتلة أحداث شهدت أعمال قتل أخرى في أحداث ميدان رابعة العدوية وفض اعتصامات مؤيدي مرسي.

## خلفية
بعد مظاهرات حاشدة مناهضة للرئيس وأخرى مؤيدة له يوم 30 يونيو 2013 تدخلت القوات المسلحة المصرية فعزلت الرئيس محمد مرسي وعطلت دستور 2012 وعيّنت عدلي منصور رئيسا مؤقتا للمرحلة الانتقالية. احتجزت القوات المسلحة محمد مرسي في مكان مجهول تمهيدا لمحاكمته لكن أنباءً ذكرت أنه في مقر وزارة الدفاع  ثم ذُكِر أنه في دار الحرس الجمهوري فتوافد أنصاره مطالبين بالإفراج عنه. بعد وقوع الأحداث، في أواخر أكتوبر 2013، تسرب تسجيل صوتي لوزير الدفاع عبد الفتاح السيسي لحديث له مع رئيس تحرير المصري اليوم، يقول فيه السيسي أن محمد مرسي كان في دار الحرس الجمهوري حتى يوم 8 يوليو، ونُقل بعد وقوع الأحداث مباشرة. إلا أن رسالة من مرسي أعلنها محاموه جاء فيها أنه كان موجودًا في دار الحرس الجمهوري حتى يوم 5 يوليو إذ نقل إلى قاعدة بحرية.

## الأحداث
رواية القوات المسلحة
قالت القوات المسلحة أن مجموعة إرهابية مسلحة حاولت اقتحام دار الحرس الجمهوري،  فانطلقت صفارات الإنذار وأمر الجيش المعتصمين بالمغادرة لكنهم رفضوا فتم تفريقهم بالقوة. وألقت القوات المسلحة القبض على 200 فرد، وأشارت إلى أنه كان بحوزتهم كميات من الأسلحة النارية والذخائر والأسلحة البيضاء وزجاجات المولوتوف.
رواية حزب الحرية والعدالة
صرّح حزب الحرية والعدالة أن الجيش رمى غازًا أحمرًا على آلاف المتظاهرين وهم يصلون الفجر ثم أطلق الرصاص الحي عليهم وبث ناشطون على موقع اليوتيوب فيديو يظهر قناصة يرتدون زى القوات المسلحة ويفتحون الرصاص الحى على المتظاهرين مما أدى لمقتل أكثر من 200 شخصًا وإصابة 435 شخصًا.

### أشهر الضحايا
أحمد سمير عاصم (مصور)(1987 - 2013)
أحمد عاصم أو أحمد السنوسي هو مصور مصري كان يعمل في جريدة الحرية العدالة، قُتل ضمن ما لا يقل عن 51 شخصاً أثناء أحداث الحرس الجمهوري. توفي عن عمر 26 عاماً.
كان عاصم يُصور قناصا يقوم بقتل المعتصمين السلميين، وبعد أن انتبه القناص له وجَّه سلاحه إليه وقام بقنصه. ونُشر المقطع المصور الذي يبين القناص وينتهي بإطلاق الرصاص على عاصم في وسائل التواصل الاجتماعي. قال رئيس تحرير الصفحة الثقافية في صحيفة الحرية والعدالة، وكان في منشأة بالقرب من مسجد رابعة العدوية: "عند حوالي الساعة السادسة، جاء رجل إلى المركز الاعلامي مع كاميرا مغطاة بالدماء وقال لنا إن أحد زملائنا قد أصيب، وبعد نحو الساعة، وصلتني أخبار تفيد بأن أحمد قد قتل برصاصة قناص في جبهته أثناء التقاطه صورًا لقناص من مبنى قريب من الاشتباكات"، مشيرًا إلى أن أحمد هو الوحيد الذي قام بتصوير الحادث بالكامل من اللحظة الأولى".
وقد لاقى استهدافه بالقنص استنكارًا واسعًا، حيث صرحت إيرينا بوكوفا المديرة العامة لليونسكو باستنكارها لاستهداف أحمد وشددت على حق الصحفيين بالقيام بعملهم بشروط آمنة.

## التحقيق
أمر الرئيس المُعيّن عدلي منصور بتشكيل لجنة تحقيق قضائية للتحقيق في الأحداث وإعلان النتائج للرأي العام. وأصدرت الرئاسة بيانًا أعربت فيه عن أسفها لسقوط ضحايا ودعت المواطنين إلى عدم الاقتراب من المنشآت العسكرية. وترددت أنباء عن التحقيق مع 200 فرد، ووجهت النيابة إليهم تهم «التجمهر» و«البلطجة» والتعدي على أفراد القوات المسلحة، تقرر حبسهم 15 يومًا على ذمة التحقيق، وأخلي سبيل 440 شخصًا آخرين بكفالة مالية قدرها 2000 جنيه.
في 29 يوليو، قُبض على أبو العلا ماضي رئيس حزب الوسط ونائبه عصام سلطان ووجهت إليهما تهم التحريض على العنف وتمويله في أحداث الحرس الجمهوري. كذلك تقرر التحقيق مع محمد البلتاجي القيادي في جماعة الإخوان المسلمين لاتهامه بالتحريض على القتل في الأحداث.

## ردود الفعل

### ردود الفعل الداخلية
- حزب الحرية والعدالة: دعى حزب الحرية والعدالة، المُنتمي إليه الرئيس السابق محمد مرسي، المصريين للانتفاض وإسقاط الغطاء عن الجيش الذي «قام بسرقة الثورة المصرية بالدبابات» بعد سقوط أكثر من خمسين قتيلًا خلال الاشتباكات الجاية، مؤكدًا أن الأحداث الحالية لم يشهدها تاريخ الجيش المصري من قبل.[24]
- حزب النور: أعلن انسحابه من خارطة الطريق التي تنفذها الرئاسة ووقف التفاوض كرد فعل أولي على «مجزرة الحرس الجمهوري».[25]
- حزب مصر القوية: أصدر حزب مصر القوية بيانًا أدان فيه قتل المتظاهرين أمام دار الحرس الجمهوري. وحمل البيان القوات المسلحة مسؤولية عدم حفظ دماء المصريين. وأضاف «هذا الذي يحدث يعيد للأذهان الجرائم، التي ارتكبت في ماسبيرو ومحمد محمود ومجلس الوزراء والعباسية». وعلق الحزب مشاركته في بحث خارطة الطريق السياسية للبلاد.[26] وطالب رئيس الحزب المرشح الرئاسي في انتخابات 2012 عبد المنعم أبو الفتوح الرئيس المعين عدلي منصور بالاستقالة «احتجاجًا على المجزرة».[27]
- حزب الوسط: ألقى الحزب مسؤولية سقوط «العدد الكبير من الشهداء والمصابين» على من يدير البلاد في هذه المرحلة، وجاء في بيان للحزب اتهام السلطة يالسعي لإجبار الشعب على اتباع وجهة نظر واحدة، وإقصاء باقي الأطراف. وذكر البيان أيضًا أن الحل هو «استقالة أولئك الذين عينوا أنفسهم في السلطة» وانسحاب الجيش نهائيًا من المشهد السياسي.[28]
- اتهمت الجماعة الإسلامية الرئيس المؤقت عدلي منصور بالمسؤولية عن الأحداث ودعت إلى محاكمته، وأدانت ""التلفيقات القانونية للمعارضين السلميين".[29]
- حركة 6 أبريل: دعت الرئيس المؤقت عدلي منصور لتشكيل لجنة تحقيق مستقلة فورا ودعت القوات المسلحة لضبط النفس وفض الاعتصامات دون قوة مفرطة.[30]
- جبهة الإنقاذ الوطني: أدانت «كل أعمال العنف...وأي محاولة للاعتداء على المنشآت العسكرية ورجال القوات المسلحة» وطالبت بتحقيق عاجل.[31]
- الاشتراكيون الثوريون: وصفت ما قامت به القوات المسلحة أنه «مجزرة دموية» ووصفته ب«القمع الوحشي» وجعلت دافعه «ترسيخ القبضة العسكرية» ودعت للقصاص.[32]
- الأزهر: دعا الإمام الأكبر أحمد الطيب، شيخ الأزهر، إلى تشكيل لجنة للمصالحة الوطنية، وقال أنه يجد نفسه «مضطرًا وسط هذه الأجواء التي تفوح منها رائحة الدم للاعتكاف في بيتي حتى يتحمل الجميع مسؤوليته تجاه وقف نزيف الدم منعًا من جر البلاد إلى حرب أهلية طالما حذرنا من الوقوع فيها».[33]
- منظمات حقوقية: أعلنت 15 منظمة حقوقية منها الشبكة العربية لمعلومات حقوق الإنسان والمبادرة المصرية للحقوق الشخصية «استنكارها الشديد، وأسفها العميق» لما جرى للمتظاهرين وقالت أن «مواجهة التظاهرات يجب أن تلتزم بالمعايير الدولية، حتى إن شهدت تلك التظاهرات استخدامًا للعنف أو للأسلحة النارية».[34]
- هشام قنديل الذي كان يشغل منصب رئاسة الوزراء في عهد محمد مرسي، قدم استقالته يوم وقوع الأحداث بعد أن كان قد أعدها يوم 3 يوليو عقب البيان الثاني للقيادة العامة للقوات المسلحة، لكنه استمر «إعمالًا لمصلحة البلاد والعباد». وقال في نص استقالته «أصبح ذلك مستحيلًا عمليًا وبعد الدماء التي سالت».[35]

### ردود الفعل الدولية
- الولايات المتحدة: دعت وزارة الخارجية الأمريكية على لسان المتحدثة الرسمية، جنيفر بساكي، الجيش المصري للتمسك بأقصى درجات ضبط النفس، مؤكدة على ضرورة مشاركة كافة الأطياف في التحوّل الديمقراطي بمصر، كما أدانت في السياق نفسه دعوة الإخوان المسلمون لانتهاج العنف كوسيلة للتعبير.[36]
- ألمانيا: أعربت الخارجية الألمانية عن استيائها مما تشهده مصر من أعمال عنف، مطالبة الجهات المحايدة بتوضيح سريع حول ملابسات الأحداث.[37]
- المملكة المتحدة: أعلن السكرتير الأول للبلاد وسكرتير الدولة للشؤون الخارجية والكومنولث، ويليام هيغ، عن ضرورة التزام الأطراف المتصارعة بالهدوء والحاجة الماسة للسيطرة على أعمال العنف المتبادلة.[38]
- إيران: أصدرت وزارة الخارجية الإيرانية بيانًا تؤكد فيه اهتمام إيران الشديد لما يدور على الساحة الداخلية في مصر ومتابعتها للموقف عن كثب، مؤكدة على ضرورة الالتزام بالعملية الديمقراطية داخل البلاد.[39]
- قطر: أعلنت دولة قطر متابعتها للأحداث الجارية عن كثب، في الوقت الذي رفضت فيه الجهات الحكومية هناك الإدلاء بأية تصريحات بخصوص الأحداث حتى وضوح الرؤية بصورة تامة.[40]
- تركيا: أدان وزير الخارجية التركي، أحمد داود أوغلو، أحداث الحرس الجمهوري، التي أسفرت عن مقتل 42 شخصا على الأقل فجر اليوم الاثنين، واصفا الأمر بـ«المذبحة» ودعا إلى بدء عملية توافق سياسي يحترم إرادة المصريين.[41]
- حماس: أعلنت حركة المقاومة الإسلامية، حماس، عن بالغ الحزن والألم لسقوط الضحايا المصريين.[42]

## التبعات
أغلقت البورصة المصرية على خسارة قُدرت بنحو 2.9% أو ما يعادل 5.5 مليار جنيها أو ما يوازي 783 مليون دولار أمريكي مع نهاية التعاملات خلال يوم الأحداث، حيث أغلق مؤشر البورصة المصرية منخفضًا حتى مستوى 5199.43 نقطة بعد إيقاف التعامل في البورصة لمدة نصف ساعة في أعقاب تخطي مؤشر البورصة لمعدلات الهبوط القصوى والمُقدّر بـ5%، في ظل أنباء عن استمرار خسائر البورصة للأيام القليلة المقبلة في ظل الحالة الأمنية المتردية للبلاد، كما أشارت الأنباء لانخفاض احتياطيات النقد الأجنبي في مصر خلال شهر يونيو الماضي لتصل لمستوى 14 مليار و920 مليون دولار، بتراجع مليار و120 مليون دولار.
وفي سياق متصل، وعلى صعيد الأحداث الداخلية، قامت النيابة بتشميع مقر حزب الحرية والعدالة، الجناح السياسي لجماعة الإخوان المسلمين، والكائن بمنطقة وسط القاهرة بالشمع الأحمر، بعد ضبط العديد من الخوذات والنبل والعديد من زجاجات ماء النار والأسلحة البيضاء والنارية بداخل المقر، بعد أن قام المتظاهرون المناهضون للجماعة برشق المقر بالحجارة واقتحامه حتى وصول الشرطة لمعاينة الموقع والأمر بتشميعه.
من جانبها، قامت السلطات بميناء القاهرة الجوي بإعادة طائرة سورية قادمة من اللاذقية ومنع ركابها من دخول الأراضي المصرية، بعد تأكد مشاركة عناصر سورية في أحداث دار الحرس الجمهوري، كما قامت السلطات المصرية بترحيل قرابة 94 مواطنًا سوريًا قادمين من لبنان وسوريا وذلك لعدم حصولهم على تأشيرات سابقة لدخولهم البلاد، كما أهابت السلطات المصرية بكافة شركات الطيران عدم حمل أي مواطن سوري على متن الرحلات الواردة لمصر قبل التأكد من حصوله على التأشيرات والموافقات الأمنية من السفارات والقنصليات المصرية في الخارج، مؤكدة على دخول تلك الإجرائات الجديدة حيّذ التنفيذ على كافة المراحل العمرية، ذكورًا وإناثًا.